# Тарпеннинг, Марк
Марк Тарпеннинг (англ. Marc Tarpenning; род. 1 июня 1964) — американский инженер и предприниматель, который вместе с Мартином Эберхардом в 2003 году стал соучредителем компании Tesla. Тарпеннинг занимал должности финансового директора (CFO) и вице-президента по проектированию Tesla.

## Ранние годы
Марк Тарпеннинг родился 1 июня 1964 года в Сакраменто, Калифорния. Он учился в Калифорнийском университете в Беркли и получил степень бакалавра искусств в области компьютерных наук в 1985 году.

## Карьера
После окончания университета Тарпеннинг несколько лет работал в Textron в Саудовской Аравии. Затем Тарпеннинг разработал программное обеспечение и микропрограммы для нескольких компаний, в том числе Seagate Technology и Bechtel, а позже работал вице-президентом по разработке в Packet Design, компании, занимающейся сетевыми технологиями. В 1997 году Тарпеннинг и Мартин Эберхард основали NuvoMedia, компанию, которая в 1998 году создала первую электронную книгу Rocket eBook. В 2000 году Gemstar — TV Guide International приобрела NuvoMedia за 187 миллионов долларов.
В 2003 году Тарпеннинг и Мартин Эберхард снова объединились и основали Tesla Motors (ныне Tesla Inc.). Оба соучредителя финансировали компанию до начала 2004 года, когда Илон Маск в феврале 2004 года возглавил раунд финансирования серии A компании на сумму 6,5 миллионов долларов и стал председателем совета директоров. Тарпеннинг продолжал работать финансовым директором (CFO) и вице-президентом по электротехнике в Tesla до 2008 года.
После ухода из Tesla Тарпеннинг стал советником или членом консультативного совета нескольких компаний, в том числе своей альма-матер (проект SkyDeck, Калифорнийский университет в Беркли) и Spero Ventures, венчурной фирмы.